# هالفر
شهر هالفردر ایالت نوردراین-وستفالن در کشور آلمان واقع شده‌است.